# Popis supruga provansalskih vladara
Ovaj članak sadrži popis supruga provansalskih vladara.

## Supruge kraljeva
Pogledajte također: Popis kraljica, grofica i vojvotkinja supruga Burgundije
| Kraljeva supruga      | Slika | Supružnik                               |
| --------------------- | ----- | --------------------------------------- |
| Engelberga            |       | Ludovik II., car Svetog Rimskog Carstva |
| Richilde Provansalska |       | Karlo Ćelavi                            |
| Adelajda Pariška      |       | Luj Mucavac                             |

## Grofice
- Arsinda Carcassonneska
- Adelajda Blanka
- Gerberga
- Hildegarda
- Douce
- Terezija Aragonska
- Adelajda
- Ermengarda
- Matilda
- Beatricija, melgueilska grofica
- Riksa Poljska
- Ermesinda
- Garsenda, grofica Forcalquiera
- Beatricija Savojska
- Marija Arpadović
- Sanča Mallorcanska
- Marija od Bloisa, vojvotkinja Anjoua
- Jolanda Aragonska
- Margareta Savojska, vojvotkinja Anjoua
- Izabela, lorenska vojvotkinja
- Ivana de Laval
- Ivana Lorenska